# Muhuvate, Nedrîhailiv
Muhuvate (în ucraineană Мухувате) este un sat în comuna Korovînți din raionul Nedrîhailiv, regiunea Sumî, Ucraina.

## Demografie
Componența lingvistică a localității Muhuvate
     Ucraineană (98,59%)
     Rusă (1,41%)
Conform recensământului din 2001, majoritatea populației localității Muhuvate era vorbitoare de ucraineană (98,59%), existând în minoritate și vorbitori de rusă (1,41%).